# 馬鹿が戦車でやって来る
『馬鹿が戦車でやって来る』（ばかがタンクでやってくる）は、1964年に、松竹により制作・公開された、山田洋次監督・ハナ肇主演の映画である。
タイトルロゴでの表記は『馬鹿が戦車でやって耒る』。「戦車」は「せんしゃ」ではなく「タンク」と読む（作中での呼び名も「タンク」である）。
團伊玖磨の小説『日向村物語』が原作で、音楽も團が担当している。山田洋次監督作としては、『馬鹿まるだし』『いいかげん馬鹿』に続く、『馬鹿シリーズ』第3作である。

## ストーリー
海釣りに来た中年の男と若い男は、船頭から海辺にある“タンク根”の由来を聞かされる。その昔変人ばかり住んでいたと言われる日永村のはずれに村中から“汚れの一家”と呼ばれ除け者にされていた貧しい家族が居た。家族は少年戦車兵あがりで農器具の修理をしているサブ、サブの弟で頭が悪く口が利けない兵六、そして耳が不自由な母親のとみの三人暮らしで、村には他に業突張な長者の仁右衛門をはじめ、村会議員の市之進、色欲狂いの赤八とたね夫妻、それに最近村に赴任した警官の百田等が住んでおり、特に仁右衛門とサブは犬猿の仲だった。それと言うのも戦後農地解放で小作人のサブに分け与える羽目になった農地を仁右衛門が取返そうとしているからだ。だが仁右衛門の娘紀子だけはサブ一家の味方だった。紀子は長い間病床にあったが、秋祭りが近づく頃には若い医者新吾の看病で起きあがれるまでに回復していた。やがて秋祭り。紀子は二年ぶりに村を歩いた。そんな紀子の姿を誰よりも喜んだのはサブであった。紀子に誘われて全快祝いに駆けつけたサブだったが、仁右衛門はにべもなくサブを追い出した。腹の虫がおさまらないサブは村中を暴れ回り警察の御用となる。その弱みにつけこんだ市之進は親切めかしにとみに金を貸しつけ盲判でサブの土地を抵当として巻き上げる。数日後、サブの家から突然旧陸軍の戦車が飛び出して村中を暴れ回るが、その時兵六が火の見櫓で鳥の真似をして誤って転落死してしまった。戦車に乗っていたサブは兵六の死体を戦車に乗せると何処へともなく去っていったというのだ。－－船頭の話はここで終った。

## 制作
撮影は、日永村が埼玉県比企郡鳩山村（現・鳩山町）の熊井地区、それ以外の釣り船や海岸のシーンは千葉県の房総半島で行われた。鳩山村は撮影地として使われただけで、作中の日永村や原作の日向村と関係はない。
劇中で使われる方言（「一家」を「いっけ」と呼んだり、「どんだくれ者」など）は監督が考えたオリジナルである。これは具体的な地域を特定しない、日本のどこかにありそうな農村を舞台にした物語で、「木下順二さんの作品からの影響」という。
劇中登場した旧陸軍の戦車“愛國87号”は、新潟県の大原鉄工所が1951年に開発した「吹雪号雪上車」の試作型をベースに、300万円（映画製作当時）の費用をかけて改造したものであった。
この戦車は旧陸軍の戦車の特徴をあらかた混ぜたような独特のデザインであり、この車両そのままの実車は存在していないが、砲塔の形状や、砲塔上部外周に鉢巻アンテナがあることなどから、モデルの戦車は九七式中戦車初期型だと思われる。

## 評価
- 『証言 日中映画人交流 (集英社新書)』、劉文兵（集英社、発売日2011/4/15、256ページ、ISBN-10	4087205908、ISBN-13	978-4087205909）の175頁では、山田洋次監督との会話の中で本作を地主から抑圧されたプロレタリアートが復讐する共産主義プロパガンダ映画のパロディという見方をインタビューで提示すると山田はその意図の可否は答えていないが、例としてあげた「白毛女」を見たはずだと答えている。
- 漫画『こちら葛飾区亀有公園前派出所』の中で、主人公の両津勘吉が「少年時代にこの映画を見、心をうたれた」と話すシーンがある(単行本132巻「最強のキャンピングカーの巻」)。これは作者の秋本治の体験を代弁させたもので、秋本は自分の好きな映画の1つに当作品を挙げている。また、こち亀では124巻「バカ（りょーつ）が戦車（バトルタンク）でやって来たの巻」と192巻「バカがシンクタンクでやって来るの巻」という内容の話がある。
- テレビアニメ元祖天才バカボンのオープニングでバカボンパパが戦車に乗って登場するシーンがあるが、これは本作のオマージュだと言われている。

## スタッフ
- 監督・脚本：山田洋次
- 企画：市川喜一
- 原案：團伊玖磨
- 製作：脇田茂
- 撮影：高羽哲夫
- 美術：佐藤公信
- 照明：戸井田康国
- 編集：浦岡敬一
- 音楽：團伊玖磨（東宝）
- 録音：小尾幸魚
- 調音：佐藤広文
- 装置：小島勝男
- 装飾：鈴木八州雄
- 助監督：熊谷勲
- 渉外：秦野賢児
- 進行：金勝実、西岡旨審

## キャスト
- サブ：ハナ肇
- 紀子：岩下志麻
- 兵六：犬塚弘
- 郵便配達夫：小沢昭一
- 仁右衛門：花沢徳衛
- とみ：飯田蝶子
- 赤八：田武謙三
- 市之進：菅井一郎
- 釣り人：松村達雄（東宝）
- 百田巡査：穂積隆信
- 床屋の親爺：渡辺篤
- かね：武智豊子
- たね：小桜京子
- 茂十：天草四郎
- 九作：常田富士男
- 医師・新吾：高橋幸治
- 山本幸栄
- 堀真奈美
- 大杉莞児
- 土紀洋児
- 秩父晴子
- 後藤泰子
- 城戸卓
- 高木信夫
- 今井健太郎
- 土田桂司
- 阪修
- 村瀬正彦
- 外池宏治
- 市川小伝治
- 高峰竜三
- 園田健二
- 鬼笑介
- 国分秋恵
- 遠山文雄
- 城谷皓治
- 船頭：東野英治郎
- 若い男：谷啓

## 併映作品
- 『忍法破り 必殺』: 梅津明治郎監督